# Interviews with My Lai Veterans
Interviews with My Lai Veterans ist ein US-amerikanischer Dokumentarfilm aus dem Jahr 1971.

## Handlung
Fünf Soldaten werden interviewt, die bei dem Angriff auf das vietnamesische Dorf My Lai am 16. März 1968 dabei waren. Die Interviews werden einzeln geführt, wobei die Männer die Befehle, die sie bekamen, und ihre Erwartungen beschreiben. Sie versuchen zudem, die Motivation der Soldaten für das Massaker, bei dem über 500 Menschen starben, und die Übergriffe (Vergewaltigungen) zu vermitteln.

## Auszeichnungen
1971 wurde der Film in der Kategorie Bester Dokumentar-Kurzfilm mit dem Oscar ausgezeichnet

## Hintergrund
Die Premiere fand am 25. Februar 1971 in New York statt.